# Cubo romo

Un cubo romo puede construirse a partir de un rombicuboctaedro rotando las 6 caras azules hasta que las 12 caras cuadradas blancas se conviertan en pares de triángulos equiláteros

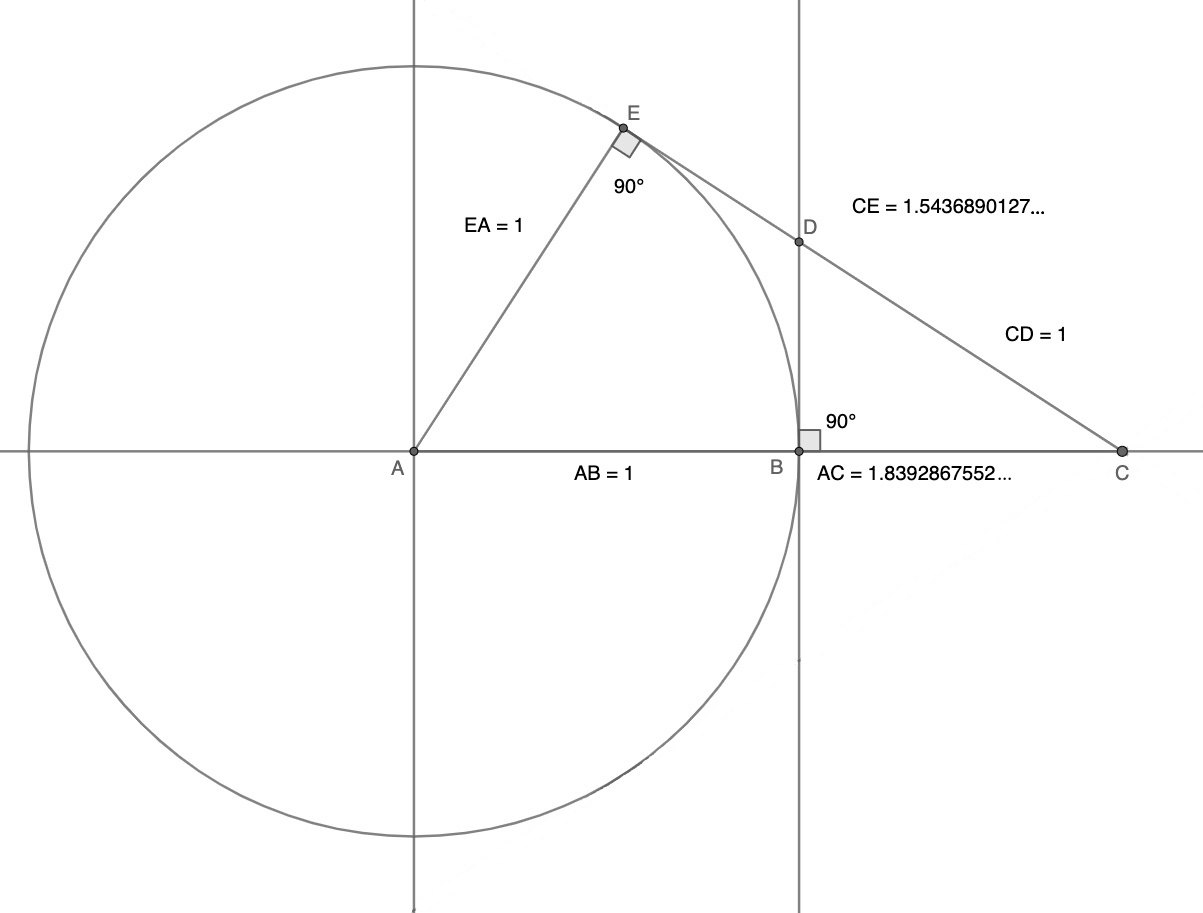
Una construcción geométrica de la constante de Tribonacci (AC), con compás y regla marcada, según el método descrito por Xerardo Neira.

El cubo romo es un sólido de Arquímedes que tiene 38 caras, 60 aristas y 24 vértices. Su poliedro dual o conjugado es el icositetraedro pentagonal, perteneciente a la familia de los sólidos de Catalan. Es además un poliedro quiral, lo que implica que tiene dos formas distintas enantiomorfas, espejos una de la otra. Solo otro sólido arquimediano posee esta misma propiedad, el dodecaedro romo o icosidodecaedro romo.

## Dimensiones
Dado un cubo romo cuyas aristas sean de longitud a, tendrá una superficie A y un volumen V, determinados por las siguientes fórmulas:
{\textstyle {\begin{aligned}A&=a^{2}\cdot \left(6+8{\sqrt {3}}\right)&&\approx 19.856\,406\,460\,6a\\V&=a^{3}\cdot {\frac {8t+6}{3{\sqrt {2(t^{2}-3)}}}}&&\approx 7.889\,477\,399\,98a\end{aligned}}}
donde t es la constante de Tribonacci
{\displaystyle t={\frac {1+{\sqrt[{3}]{19-3{\sqrt {33}}}}+{\sqrt[{3}]{19+3{\sqrt {33}}}}}{3}}\approx 1.839\,286\,755\,21.}